# Jukka-Pekka Saraste

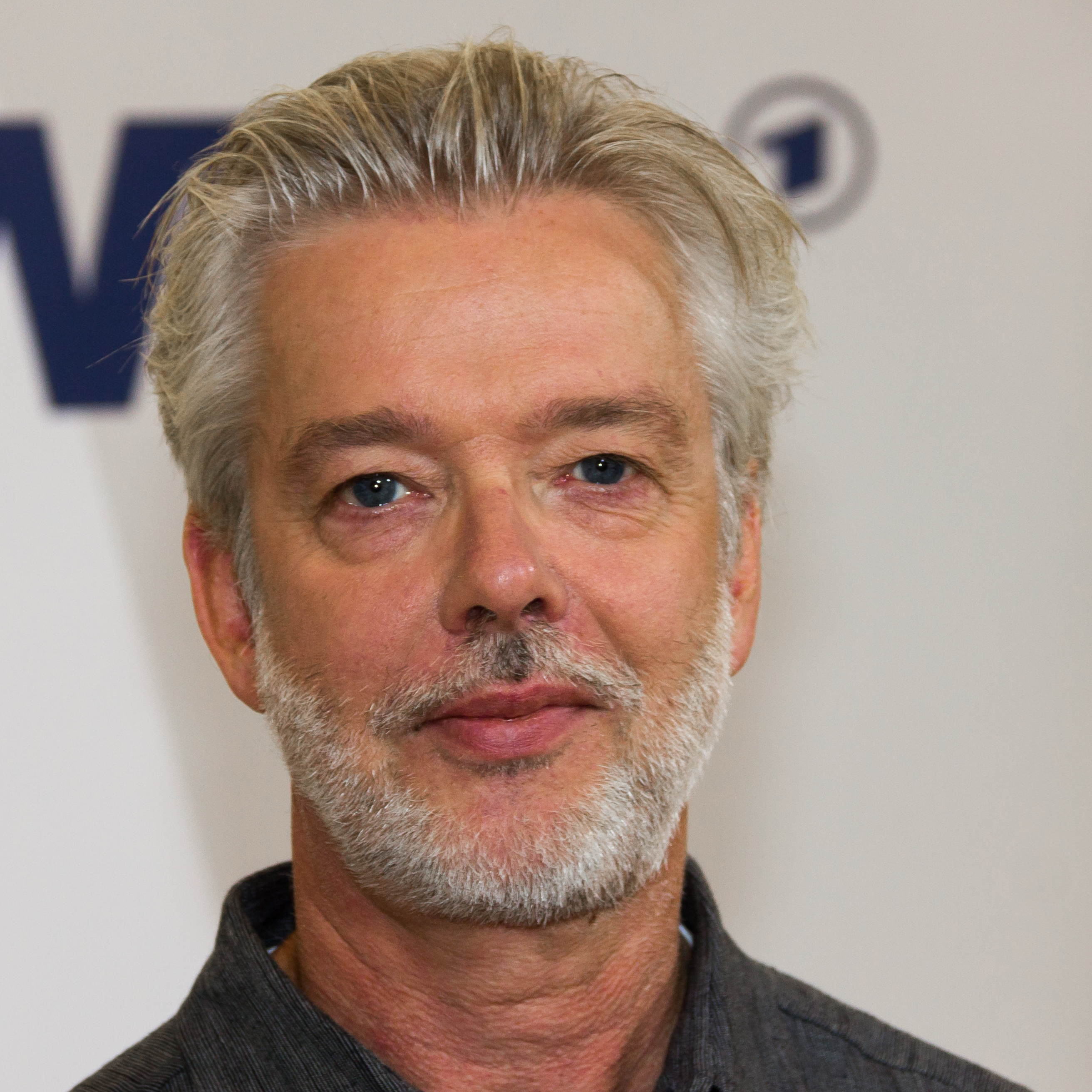
Jukka-Pekka Saraste

Jukka-Pekka Saraste, född 22 april 1956 i Heinola, är en finländsk dirigent och violinist.
Saraste avlade 1978 diplomexamen i violinspel vid Sibelius-Akademin och studerade därpå dirigering för Jorma Panula och Arvīds Jansons. Han erhöll delat förstapris i den nordiska kapellmästartävlingen 1981. Efter anställning som violinist i Radions symfoniorkester framträdde Saraste allt mera som dirigent, och hörde till initiativtagarna till kammarorkestern Avanti! 1983. Han var 1987–2001 chefsdirigent för Radions symfoniorkester, och ledde dessutom skotska kammarorkestern 1987–1991 och symfoniorkestern i Toronto 1994–2001. Därefter har han framträtt som gästdirigent vid ledande orkestrar såsom , New York Philharmonic och andra topporkestrar.
Saraste har uruppfört verk av bland andra Magnus Lindberg, Kimmo Hakola, Eero Hämeenniemi, Einojuhani Rautavaara och Jukka Tiensuu och på skiva spelat in bland annat samtliga symfonier av Jean Sibelius och Carl Nielsen. Sedan 2006 är han chefsdirigent för Oslo filharmoniska orkester.